# Михайловский, Евгений Ильич
Евгений Ильич Михайловский (12 июля 1937, Новороссийск — 11 июля 2013, Сыктывкар) — российский учёный в области механики.
Один из лидеров Ленинградской школы теории оболочек (школа Новожилова-Черныха-Михайловского): построена нелинейная теория оболочек, игнорирующая гипотезы Кирхгофа; в линейном и нелинейном вариантах разработана теория деформационно-силового взаимодействия тел различной размерности и построена деформационная теория ребристых оболочек; развиты новые эффективные подходы к проблеме конструктивной нелинейности, предложен и обоснован метод обобщённой реакции решения контактных задач со свободной границей.
Специалист по прочности и оптимальному проектированию автоклавов строительной и космической индустрии: соразработчик Руководящего Нормативного Документа «Автоклавы. Метод расчёта на прочность», АРМа проектировщика горизонтальных автоклавов АВГОР-1,
автор ряда усовершенствований конструкций автоклавов, выполненных на уровне изобретений. Имеет 10 авторских свидетельств на изобретения.

## Научные интересы
- механика деформируемого твёрдого тела,
- линейная и нелинейная механика оболочек,
- вариационные методы математической физики,
- математическая теория эксперимента,
- новые информационные технологии.

## Биография
- 1955—1962 — Ленинградский государственный университет, математико-механический факультет, специальность «механика»
- 1964—1967 — очная аспирантура при Ленинградском госуниверситете
- 1967—1973 — старший научный сотрудник, зав. лабораторией математических методов исследований ВНИИстроммаш’а
- 1970 — кандидат физико-математических наук по спец. 01.023 — теория упругости и пластичности
- 1973—1978 — старший научный сотрудник НИИ ВМ и ПУ Ленинградского университета
- 1976 — старший научный сотрудник по спец. механика деформируемого твёрдого тела
- 1978—1987 — зав. кафедрой прикладной математики СыктГУ, доцент
- 1987—2013 — зав. кафедрой математического моделирования и кибернетики (ММиК) СыктГУ
- 1990 — доктор физико-математических наук по специальности 01-02-04 — механика деформируемого твёрдого тела
- 1991 — учёное звание «профессор по кафедре ММиК»
- 1995 — член-корреспондент Академии инженерных наук РФ им. А. М. Прохорова
- 1995 — член Российского национального комитета по теоретической и прикладной механике
- 1996 — действительный член Санкт-Петербургской Академии наук по проблемам прочности.

- работает в СыктГУ с 20 июня 1978 года по приглашению ректора В. А. Витязевой
- 1978—1991 годах руководил хоздоговорными исследованиями: — по оптимальному проектированию искусственных оснований в шельфовой зоне полуострова Ямал (ВПО «Комигазпром», получены два авторских свидетельства на изобретения, работы прерваны из-за передачи их в ВПО «Арктикморнефтегазразведка», г. Мурманск); — по расчёту и оптимальному проектированию горизонтальных автоклавов (НПО «Волгоцеммаш», НПО «Композит», разработан нормативный документ РД 26-01-87-86 «Автоклавы. Метод расчёта на прочность», внедрена в практику проектирования система автоматизации инженерных расчётов на стадии технического проектирования автоклавов АВГОР-1); — по проблеме устойчивости космических антенн большого диаметра (НПО «Комета» на условиях субподряда, рассчитанная антенна диаметром 30 метров успешно прошла испытания на станции «Мир» в 1999 году).
- руководил и руководит фундаментальными исследованиями, финансируемыми по линии Минобразования (§ 53) с 1988 года по настоящее время, а также при поддержке грантов Конкурсного центра фундаментального естествознания при СПбГУ (1992-93, 1994-95, 1996-98) и Российского фонда фундаментальных исследований (1994-95, 2001-03, 2004-06, 2009-11, 2010).
- был инициатором и непосредственным организатором Информационно-вычислительного центра СыктГУ (1981 г., 1981—1987 гг. — начальник ИВЦ СыктГУ на общественных началах), факультетов «МикроЭВМ и микропроцессоры» (1984 г.) и «Программное обеспечение ПЭВМ» (1985 г.) Народного университета научно-технического прогресса (1984—1989 гг. — декан первого из названных факультетов, обучено основам информатики около 150 работников народного хозяйства), кампании по подготовке учителей к преподаванию нового предмета «Основы информатики и вычислительной техники» (1984 г., прошли обучение по 72-х часовой программе и получили простейшие сертификаты более 300 учителей), кафедры математического моделирования и кибернетики (с 1987 г. заведующий этой кафедрой, подготовлено свыше 200 молодых специалистов), III Всесоюзной конференции по нелинейной теории упругости (1989 г., Сыктывкар, конференция приняла решение ходатайствовать об открытии на базе СыктГУ института прикладной математики и механики), Коми республиканского отделения Всесоюзного общества информатики и вычислительной техники (1989 г., председатель отделения, разработаны концепция и программа информатизации РК), Всесоюзного семинара «Автоматизация инженерных расчётов при проектировании автоклавов» (1990 г., изданы труды семинара под редакцией Е. И. Михайловского), Коми регионального центра новых информационных технологий при СыктГУ (1991 г., первый директор), ежегодного общеуниверситетского научного семинара «Февральские чтения» и периодического научного сборника «Вестник Сыктывкарского университета» (с 1995 г. — ответстственный редактор серии 1: «математика, механика, информатика», выпущено 16 сборников, реферируемых в стране и за рубежом).
- один из основных разработчиков концепции (1990 г.) и программы (1991 г.) информатизации Республики Коми, а также закона «О науке и государственной научно-технической политике в Республике Коми» (2001 г.).
- член Межведомственной комиссии по науке при Правительстве РК (с 2003 г.), зам. председателя экспертного совета от РК регионального конкурса РФФИ «Урал» (с 2000 г.).
- Федеральный эксперт научно-технической сферы (с 2001 г.), член Российского национального комитета по теоретической и прикладной механике (с 1995 г.)

## Награды
- 1992 Заслуженный деятель науки Коми ССР.
- 1998 Заслуженный деятель науки Российской Федерации (16 ноября 1998 года — Указ Президента Российской Федерации № 1409)
- 2002 Почётный работник высшего профессионального образования Российской Федерации.
- 2005 Лауреат премии Правительства Республики Коми в области образования.
- 2007 Медаль ордена «За заслуги перед Отечеством» II степени (3 апреля 2007 года — Указ Президента Российской Федерации № 441).

## Труды
- Черных К. Ф., Михайловский Е. И. Прочность, устойчивость, колебания. Справочник под общей ред. И. А. Биргера, Я. Г. Пановко. Том 1, гл.22: Расчёт круговых цилиндрических оболочек. Том 2, гл.1: Составные оболочки вращения. М.: Машиностроение, 1968. С.689-710 (т.1), с.7-48 (т.2).
- Михайловский Е. И. Прямые, обратные и оптимальные задачи для оболочек с подкреплённым краем. Л.:Изд-во Ленингр. ун-та,1986. 220 с.
- Новожилов В. В.,Черных К. Ф. , Михайловский Е. И. Линейная теория тонких оболочек. Л.: Политехника, 1991. 656 с. ISBN 5-7325-0127-4.
- Михайловский Е. И., Никитенков В. Л. АВГОР-1: Автоматизированная система расчётов на стадии технического проектирования горизонтальных автоклавов(Лабораторный практикум по курсу «Методическое и программное обеспечение САПР»). Части 1-3. Сыктывкар: Сыктывкарский ун-т, 1992. 251 с.
- Михайловский Е. И., Торопов А. В. Математические модели теории упругости. Сыктывкар: Сыктывкарский ун-т, 1995. 251 с. ISBN 5-87237-079-2.
- Ю. М. Даль, В. И. Зубов, Ю. И. Кадашевич, Е. И. Михайловский, Н. Ф. Морозов, В. Я. Павилайнен, В. А. Павловский, Л. И. Слепян, Н. С. Соломенко, К. Ф. Черных, В. А. Шамина. Валентин Валентинович Новожилов и его научная школа. СПб: НИИ химии СПбГУ, 1998. 160 с. ISBN 5-7997-0105-4.
- Общая нелинейная теория оболочек /Авт.: С. А. Кабриц, Е. И. Михайловский, П. Е. Товстик, К. Ф. Черных, В. А. Шамина . СПб: Изд-во С.-Петерб. ун-та, 2002. 388 с. ISBN 5-288-02922-9
- Михайловский Е. И. Лекции по вариационным методам механики упругих тел. Уч. пособие для вузов. Сыктывкар: Изд-во Сыктывкарского ун-та, 2002. 256 с. ISBN 5-87237-282-5.
- Черных К. Ф., Михайловский Е. И., Никитенков В. Л. Об одной ветви научной школы Новожилова. Сыктывкар: Изд-во Сыктывкарского ун-та, 2002. 147 с. ISBN 5-87237-300-7.
- Михайловский Е. И. Математические модели механики упругих тел. Уч. пособие для вузов. Сыктывкар: Изд-во Сыктывкарского ун-та, 2004. 324 с. ISBN 5-87237-367-8.
- Михайловский Е. И. Школа механики оболочек академика Новожилова. Сыктывкар: Изд-во Сыктывкарского ун-та, 2005. 172 с. ISBN 5-87237-497-6.
- Михайловский,Е. Досужие промыслы: Стихотворения. Сыктывкар: Изд-во Сыктывкарского ун-та, 2005. 80 с. ISBN 5-87237-367-8.
- Михайловский Е. И. Математические модели механики упругих тел. Сыктывкар: Изд-во Сыктывкарского ун-та, 2007. 516 с. ISBN 978-5-87237-551-7.
- Михайловский Е. И., Ермоленко А. В., Миронов В. В., Тулубенская Е. В. Уточнённые нелинейные уравнения в неклассических задачах механики оболочек. Уч. пособие для вузов. Сыктывкар: Изд-во Сыктывкарского ун-та, 2009. 141 с. ISBN 978-5-87237-689-7.
- Михайловский Е. И., Никитенков В. Л., Холопов А. А. Итерационные методы решения операторных уравнений. Уч. пособие для вузов. Сыктывкар: Изд-во Сыктывкарского ун-та, 2009. 322 с. ISBN 978-5-87237-696-5.
- Михайловский Е. И. Элементы конструктивно-нелинейной механики. Сыктывкар: Изд-во Сыктывкарского ун-та, 2011. 212 с. ISBN 978-5-87237-799-3.
- Михайловский Е. И., Тулубенская Е. В. Упругие конструкции с односторонними связями (элементы теории и задачи). Palmarium Academic Publishing. 2012. 120 с. ISBN 978-3-8473-9405-1.
- Михайловский, Е. Память в рифмах и в прозе. Сыктывкар: Изд-во Сыктывкарского ун-та, 2012.179 с. ISBN 978-5-87237-861-7.